# El Coleta
El Coleta, pseudónimo de Ramsés Gallego, es un rapero de Moratalaz considerado como uno de los referentes del rap quinqui y de la renovación del rap en España. 

## Biografía
El Coleta nació en 1980 en el distrito madrileño de Moratalaz (Madrid), y se decantó por hacer rap gracias a grupos españoles como 7 notas 7 colores o El Club de los Poetas Violentos. En 2005 empezó a escribir letras y componer como D-Lito, en 2006 saca su primer disco con Broder Chegar Huevos y palabra y en 2008 saca D-Litokrazia, asentando en este último su futuro estilo. En 2009 publica en solitario Iberikan Stafford, en 2011 su segundo álbum Más cornás da el hambre y en 2018 publicó Neokinki.
Ha colaborado con artistas como Jarfaiter, El Niño de Elche, Beny Jr o Cecilio G. También ha participado en la película Quinqui Stars de Juan Vicente Córdoba, en la que se interpreta a sí mismo intentando realizar un documental sobre el cine quinqui.

## Estilo
Desde el comienzo El Coleta se alejó del estereotipo de rapero americano y se identificó con elementos ibéricos. En sus canciones crea un imaginario en torno a los barrios obreros de los años ochenta donde es muy crítico con la Transición y con la Movida Madrileña. En sus canciones se pueden encontrar personajes como Tejero, Jesús Gil, Alaska o referencias a la guerra civil o el garrote vil.

## Discografía
- Iberikan Stafford (2009)
- Más cornás da el hambre (2011)
- Yo, el Coleta (2013) LP Vinilo
- M.O. Vida Madrileña (2015)
- Neokinki (2018)
- Chunda Rumba (2024)